# Покшивниця-Велика
Покшивниця-Велика (пол. Pokrzywnica Wielka) — село в Польщі, у гміні Яновець-Косьцельний Нідзицького повіту Вармінсько-Мазурського воєводства.
Населення — 150 осіб (2011).
У 1975-1998 роках село належало до Ольштинського воєводства.

## Демографія
Демографічна структура станом на 31 березня 2011 року:
|          | Загалом | Допрацездатний вік | Працездатний вік | Постпрацездатний вік |
| -------- | ------- | ------------------ | ---------------- | -------------------- |
| Чоловіки | 66      | 14                 | 44               | 8                    |
| Жінки    | 84      | 19                 | 42               | 23                   |
| Разом    | 150     | 33                 | 86               | 31                   |